# Myriopteron
Myriopteron es un género perteneciente a la familia de las apocináceas con tres especies de plantas fanerógamas . Es originario de Asia.

## Descripción
Son enredaderas herbáceas que alcanzan los 10 m de altura.  Las  hojas tienen el tacto de papel, de 8-20 (-30) cm de largo y 4-11 (-20) cm de ancho, son elípticas a ovadas, basalmente cuneadas a redondeadas, el ápice agudo a acuminado, glabras o escasamente pilosas, con estípulas prominente lobuladas.
Las inflorescencias son axilares, normalmente dos por nodo, casi tan largas como las hojas adyacentes, con 20-30  flores,  dicasiales, laxas, pedicelos glabros.

## Distribución y hábitat
Se distribuye por Asia en China, India, Indonesia, Birmania, Tailandia, Vietnam en matorrales y en bosques abiertos, en alturas de 600-1,600 metros.

## Especies seleccionadas
| - Myriopteron extensum K.Schum. - Myriopteron horsfieldii Hook.f. - Myriopteron paniculatum Griff. |